# Louis-Barthélémy Pradher
Louis-Barthélémy Pradher (* 16. prosince 1782 Paříž – 19. října 1843 Gray (Haute-Saône)) byl francouzský skladatel, klavírista a hudební pedagog.

## Život
Louis-Barthélémy Pradher byl synem houslisty v orchestru prince de Condé. Počáteční hudební vzdělání tak získal od svého otce a později se stal žákem Louise Goberta na Královské hudební akademii (École Royale de Musique). Na počátku francouzské revoluce byla škola uzavřena a jeho další hudební výchovy se ujal Henri de Montgeroult. Po založení Pařížské konzervatoře (Conservatoire national supérieur de musique et de danse de Paris) pokračoval na tomto ústavu ve studiu klavíru u Goberta a harmonie u Henriho Montana Bertona.
Studium dokončil v roce 1798, dále však studoval skladbu u Étienne-Nicolase Méhula. Oženil se s dcerou slavného šachisty a hudebního skladatele François-André Danicana Philidora. V roce 1802 převzal na pařížské konzervatoři klavírní třídu po Louisi Emmanuelu Jadinovi. V roce 1803 byl jmenován profesorem a v této pozici setrval až do svého odchodu do důchodu v roce 1828. Mezi jeho žáky byli, mimo jiné, François-Joseph Fétis a Henri Herz.
Stal se členem dvorního orchestru krále Ludvíka XVIII., klavíristou krále Karla X. a získal titul Maître de musique des enfants du roi. Své druhé manželství uzavřel se slavnou operní zpěvačkou Félicité More. V roce 1826 obdržel Řád čestné legie.

## Dílo
Pradher zkomponoval několik komických oper, které měly jen mírný úspěch. Zejména kvůli slabému libretu byly brzy staženy z repertoáru. Proslavil se však zejména svou brilantní klavírní hudbou, kladoucí důraz na mimořádnou virtuozitu. Vydal 13 sbírek romancí, mnoho klavírních sonát a řadu koncertů pro klavír a orchestr.
Opery
- Le Chevalier d'industrie (spoluautor Gustave Dugazon, libreto Jacques Bins de Saint-Victor, 1804)
- La Folie musicale ou Le Chanteur prisonnier (libreto Francis d'Allarde, 1807)
- Jeune et vieille (spoluautor Henri-Montan Berton, libreto René Allisan de Chazet, 1811)
- L'Emprunt secret ou Le Prêteur sans le vouloir (libretto François Antoine Eugène de Planard 1812)
- Le Philosophe en voyage (spoluautor Charles Frédéric Kreubé, libretto Paul de Kock, 1821)
- Jenny la bouquetière (spoluautor Charles-Frédéric Kreubé, libretto Jean Nicolas Bouilly a Joseph Marie- Pain, 1823)